# 1273年
| 千纪： | 2千纪 |
| 世纪： | 12世纪 \| 13世纪 \| 14世纪                                                                                 |
| 年代： | 1240年代 \| 1250年代 \| 1260年代 \| 1270年代 \| 1280年代 \| 1290年代 \| 1300年代                           |
| 年份： | 1268年 \| 1269年 \| 1270年 \| 1271年 \| 1272年 \| 1273年 \| 1274年 \| 1275年 \| 1276年 \| 1277年 \| 1278年 |
| 纪年： | 癸酉年（鸡年）；元至元十年；南宋咸淳九年；越南紹隆十六年，寶符元年；日本文永十年                           |

## 大事记
- 1月29日——在回回炮的助攻下，元軍將領阿裡海牙攻克樊城。
- 3月14日——襄陽守將呂文煥出城投降，歸順元朝，近五年元宋決戰之襄樊之戰結束。
- 10月24日——魯道夫一世被教皇格雷戈里十世加冕為神聖羅馬帝國皇帝，建立哈布斯堡王朝，結束神聖羅馬帝國的大空位時代。
- 12月6日——聖多瑪斯·阿奎那停止編寫《神學大全》，並於翌年逝世。
- 忽必烈再度遣使要求緬甸蒲甘王朝歸順，國王那臘底哈勃德斬殺了元使。